# Союз ТМА-6
«Союз ТМА-6» — пілотований космічний корабель серії «Союз».

## Екіпаж старту
- Командир корабля — Сергій Крикальов (рос. Сергей Крикалёв)  Росія (6-й політ)
- Бортінженер-1 — Джон Філліпс (англ. Phillips, John Linch)  США (2-й політ)
- Бортінженер-2 — Роберто Вітторіо (італ. Vittori Roberto)  Італія (2-й політ)